# SV Elversberg
El SpVgg 07 Elversberg Saar  es un club de fútbol de la ciudad de Spiesen-Elversberg, en Alemania. Juega en la 2. Bundesliga, la segunda liga de fútbol más importante del país.

## Historia
Fue fundado en el año 1907 en la ciudad de Spiesen-Elversberg, Saarland con el nombre FC Germania Elversberg, equipo que se disolvió en 1914 y constituido 4 años más tarde como Sportvereinigung VfB Elversberg y jugó en la Kreisliga Saar en la temporada 1921/22. Al terminar la Segunda Guerra Mundial, la sección de fútbol se declaró independiente y pasó a llamarse SV Elversberg VfB 07 en 1952. Jugaron en la Amateurliga Saarland (tercera división) entre 1951 y 1960, pero pasó vagando entre la Cuarta y quinta división al final de la década de los años 1980 hasta que emergió en la Oberliga Südwest (III) por 7 años. Posteriormente descenderían hasta la Verbandsliga Saarland (IV) y la Landesliga Saarland/Nordost (V), retornando al III nivel al ascender a la Regionalliga West/Südwest.
Desde 1998 han jugado en la Regionalliga Süd (III) ocupando las posiciones de abajo de la tabla, pasando en la temporada 2008/09 a la Regionalliga West y en la temporada 2012/13 a la recién creada Regionalliga Südwest, logrando el ascenso a la 3. Liga para la temporada 2013/14.

## Estadio

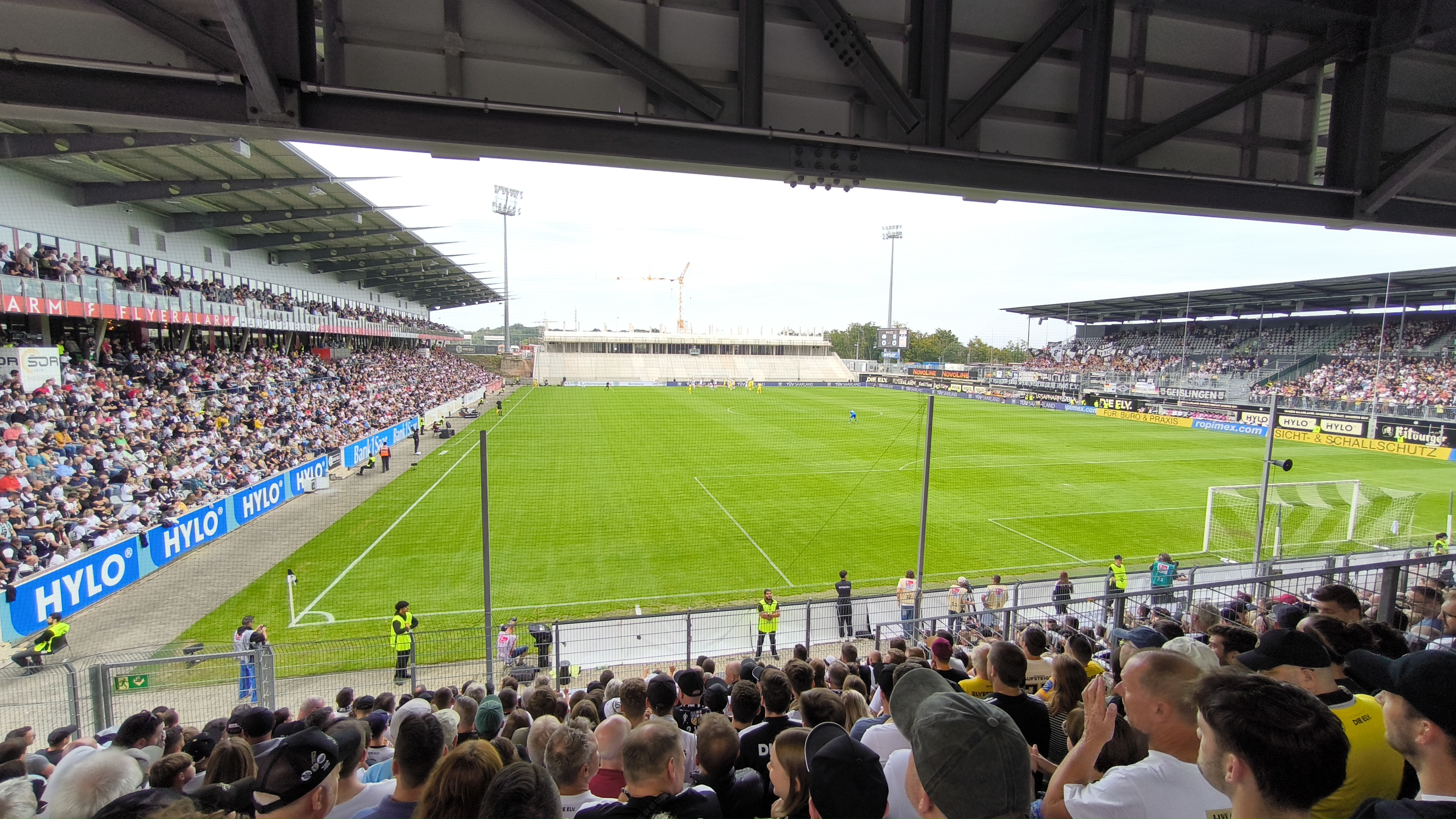
Waldstadion an der Kaiserlinde.

El club disputa sus partidos en el estadio Waldstadion an der Kaiserlinde también llamado Ursapharm-Arena, que cuenta con capacidad para 10.000 espectadores.

## Palmarés
- 3. Bundesliga: 1

2023
- Regionalliga Südwest: 1 (IV)

2022
- Oberliga Südwest: 2 (IV)

1996, 1998
- Verbandsliga Saarland: 3 (IV)

1980, 1994, 2008 (equipo reserva)
- Copa de Saarland: 1

2009

## Entrenadores
Entrenadores del club desde 2004.
- Brent Goulet (13 de abril de 2004 – 10 de marzo de 2008)
- Đurađ Vasić (11 de marzo de 2008 – 6 de octubre de 2009
- Günter Erhardt (15 de octubre de 2009 – 26 de septiembre de 2011)
- Jens Kiefer (27 de septiembre de 2011 – 22 de agosto de 2013)
- Dietmar Hirsch (2 de septiembre de 2013 – 14 de abril de 2014)
- Roland Seitz (14 de abril de 2014 – 31 de mayo de 2014)
- Willi Kronhardt (1 de junio de 2014 – 7 de mayo de 2015)
- Stefan Minkwitz (7 de mayo de 2015 – 30 de junio de 2015)
- Michael Wiesinger (1 de julio de 2015 – 30 de junio de 2017)
- Karsten Neitzel (1 de julio de 2017 – 11 de marzo de 2018)
- Roland Seitz (11 de marzo de 2018 – 29 de octubre de 2018)
- Horst Steffen (29 de octubre de 2018 – 29 de mayo de 2025)
- Vincent Wagner (6 de junio de 2025 –  )

## Temporadas recientes
Esta es la tabla de resultados de las temporadas desde 1999:
| Temporada | Liga                      | Nivel | Puesto |
| 1999–2000 | Regionalliga West/Südwest | III   | 12º    |
| 2000–01   | Regionalliga Süd          | III   | 14º    |
| 2001–02   | Regionalliga Süd          | III   | 11º    |
| 2002–03   | Regionalliga Süd          | III   | 14º    |
| 2003–04   | Regionalliga Süd          | III   | 12º    |
| 2004–05   | Regionalliga Süd          | III   | 10º    |
| 2005–06   | Regionalliga Süd          | III   | 9º     |
| 2006–07   | Regionalliga Süd          | III   | 9º     |
| 2007–08   | Regionalliga Süd          | III   | 15º    |
| 2008–09   | Regionalliga West         | IV    | 11º    |
| 2009–10   | Regionalliga West         | IV    | 7º     |
| 2010–11   | Regionalliga West         | IV    | 12º    |
| 2011–12   | Regionalliga West         | IV    | 13º    |
| 2012–13   | Regionalliga Südwest      | IV    | 2º     |
| 2013–14   | 3. Liga                   | III   | 18º    |

- Con la introducción de las Regionalligas en 1994 y la 3. Liga en 2008 como la nueva tercera división, por debajo de la 2. Bundesliga, todas las ligas bajaron un nivel. En 2012, aumentó la cantidad de Regionalligas de 3 a 5 con los equipos de la Regionalliga West provenientes de Saarland y los de Rhineland-Palatinate ingresando a la nueva Regionalliga Südwest.